# Copelatus papuensis
Copelatus papuensis är en skalbaggsart som beskrevs av J. Balfour-browne 1939. Copelatus papuensis ingår i släktet Copelatus och familjen dykare. Inga underarter finns listade i Catalogue of Life.